# Tachov, Česká Lípa
Tachov là một làng thuộc huyện Česká Lípa, vùng Liberecký, Cộng hòa Séc.